# Bolewice, Tỉnh West Pomeranian
Bolewice [bɔlɛˈvit͡sɛ] (trước đây là Bärfelde của Đức) là một ngôi làng thuộc khu hành chính của Gmina Pełczyce, thuộc hạt Choszczno, West Pomeranian Voivodeship, ở phía tây bắc Ba Lan. Nó nằm khoảng 3 kilômét (2 mi)   phía đông bắc Pełczyce, 13 km (8 mi) phía nam Choszczno, và 64 km (40 mi) về phía đông nam của thủ đô khu vực Szczecin.
Trước năm 1945, khu vực này là một phần của Đức. Đối với lịch sử của khu vực, xem Lịch sử của Pomerania.
Ngôi làng có dân số là 214 người.